# Kościół Wszystkich Świętych i klasztor karmelitów w Wilnie
Kościół Wszystkich Świętych i klasztor karmelitów w Wilnie – barokowy zespół budowli w Wilnie położony przy ulicy Rūdninkų g. 20/1 (przed 1945 – Rudnickiej), wybudowany w latach 1620-1631 (kościół) i 1631-1632 (adaptacja budynków na klasztor karmelitów).

## Historia
Kościół Wszystkich Świętych i klasztor stanowiły drugą po kościele i klasztorze św. Jerzego fundację dla ojców karmelitów trzewiczkowych. Fundatorem był sekretarz króla Zygmunta III Wazy Wojciech Chludziński. Kościół został wybudowany w stylu barokowym i konsekrowany w 1631 przez biskupa Abrahama Woynę. Spłonął razem z klasztorem podczas najazdu wojsk cara Aleksego Michajłowicza Romanowa w 1655. Po wypędzeniu agresorów karmelici odbudowali kościół i klasztor.
W latach 1733–1749 pod kierunkiem ks. Idziego Polkiewicza dobudowano z boku kościoła wieżę-dzwonnicę. Przebudowano też wnętrze w stylu rokokowym, wstawiając czternaście ołtarzy zachowanych do dziś. Ołtarz główny został poświęcony, podobnie jak i cały kościół, Wszystkim Świętym. W chwili pierwszego rozbioru Polski w 1772 w klasztorze, stanowiącym ośrodek litewskiej prowincji zakonu karmelitów, żyło 54 zakonników. W 1779 przeprowadzono restaurację świątyni pod kierunkiem mistrza Jana Krasowskiego. W 1810 przy kościele erygowano nową parafię, w 1859 wnętrza zostały ozdobione polichromiami. Karmelici przetrwali w klasztorze do roku 1885, kiedy ich zakon został zlikwidowany. W 1904 dokonano niefortunnej renowacji kościoła, malując ołtarze jaskrawymi barwami. 
Podczas niemieckiej okupacji koło kościoła znajdowało się wejście do getta. Proboszcz parafii pomagał Żydom.
Po 1945 kościół został zamknięty. Po remoncie w latach 1967-1975, urządzono w nim w latach 80. XX w. Muzeum Litewskiej Sztuki Ludowej.
We wrześniu 1991 został zwrócony katolikom. Rozpoczęto jednocześnie jego renowację. Zaginione obrazy zastąpiono nowymi. Nabożeństwa w kościele są odprawiane w językach polskim i litewskim.

## Architektura
Kościół Wszystkich Świętych jest trójnawową, świątynią typu bazylikowego beztranseptową, w której nawy boczne są podzielone poprzecznymi ścianami na osobne kaplice. Nawa główna ma sklepienie beczkowe i jest rozczłonkowana parzystymi pilastrami. Dwie kaplice boczne dedykowane są Matce Boskiej Bolesnej i Prorokowi Eliaszowi, patronowi zakonu.
Kościół należy do tzw. wczesnego baroku wileńskiego, zwanego wazowskim. Jego skromna, elegancka fasada przypomina fasadę pobliskiego kościoła św. Teresy. Pierwsza kondygnacja została obwiedziona wielkim porządkiem toskańskim. Druga, węższa, została ozdobiona pilastrami korynckimi i dodatkowo ujęta w ślimacznice. Obie kondygnacje oddzielone są od siebie wydatnym gzymsem. Fasadę wieńczy tympanon flankowany pinaklami. Lico muru urozmaicone zostało szeregiem portali i obramień okiennych. W niszach ustawiono posągi św. Eliasza i św. Elizeusza. Po obu stronach prezbiterium rozciągają się zabudowania klasztorne. Ściana klasztoru jest zwieńczona ozdobnym, barokowym szczytem, harmonizującym z fasadą kościoła.
Najbardziej wartościowym elementem architektonicznym całego zespołu jest rokokowa wieża-dzwonnica. Uważana za jedną z najpiękniejszych w Wilnie, przypomina dzwonnicę kościoła św. Jana. Mierzy 38,5 m i jest podzielona na cztery kondygnacje. Każda z nich ma inne rozplanowanie, różny kształt okien i jest inaczej ozdobiona pilastrami i kolumnami. Najwyższa z kondygnacji przykryta jest niewielkim, w stosunku do całej wieży, hełmem z wysokim, ornamentowym krzyżem. 
Pierwowzorem dzwonnicy były prawdopodobnie wieże kościoła karmelitów w Głębokiem, wzniesionego dekadę wcześniej. Dzwonnica zbudowana zapewne przez tego samego architekta, szczegółowo powtarza ich formy.
W 1848 na wieży zawieszono trzy dzwony, pochodzące z XVIII w.

Galeria
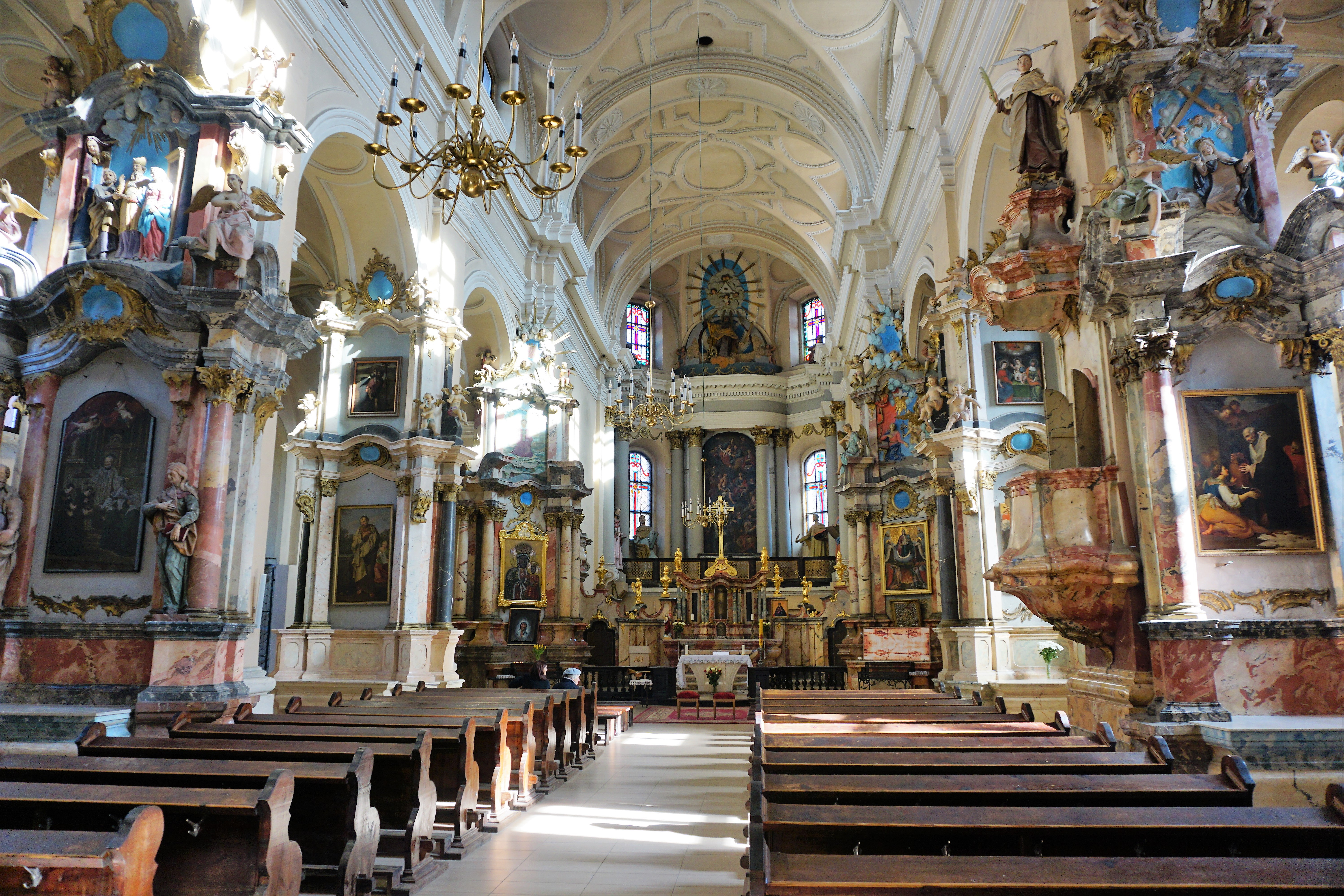
Wnętrze kościoła
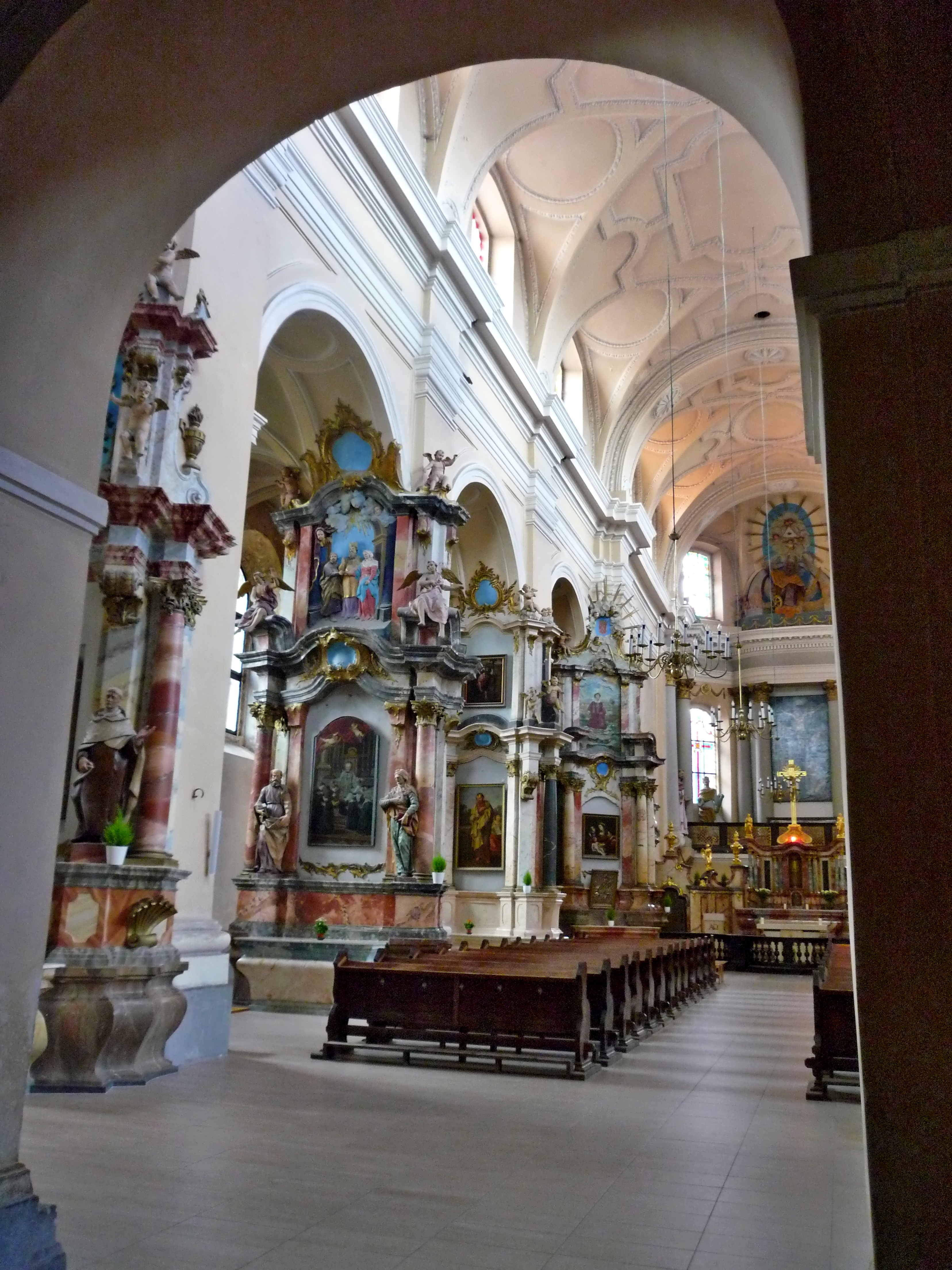
Ołtarze boczne przedstawiające świętych